# Acryllium vulturinum
Acryllium vulturinum là một loài chim thuộc chi đơn loài Acryllium trong họ Numididae.

## Hình ảnh

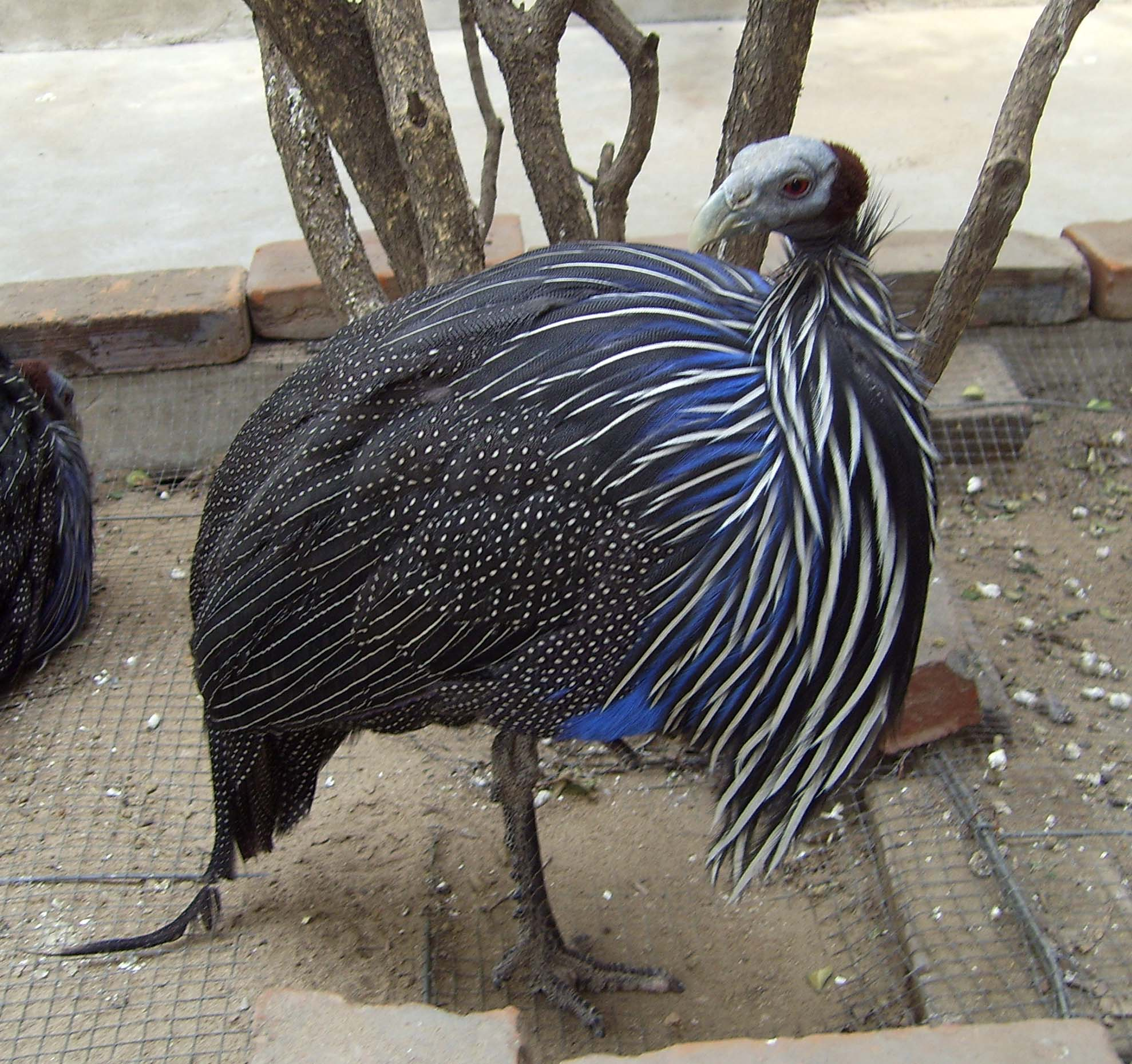
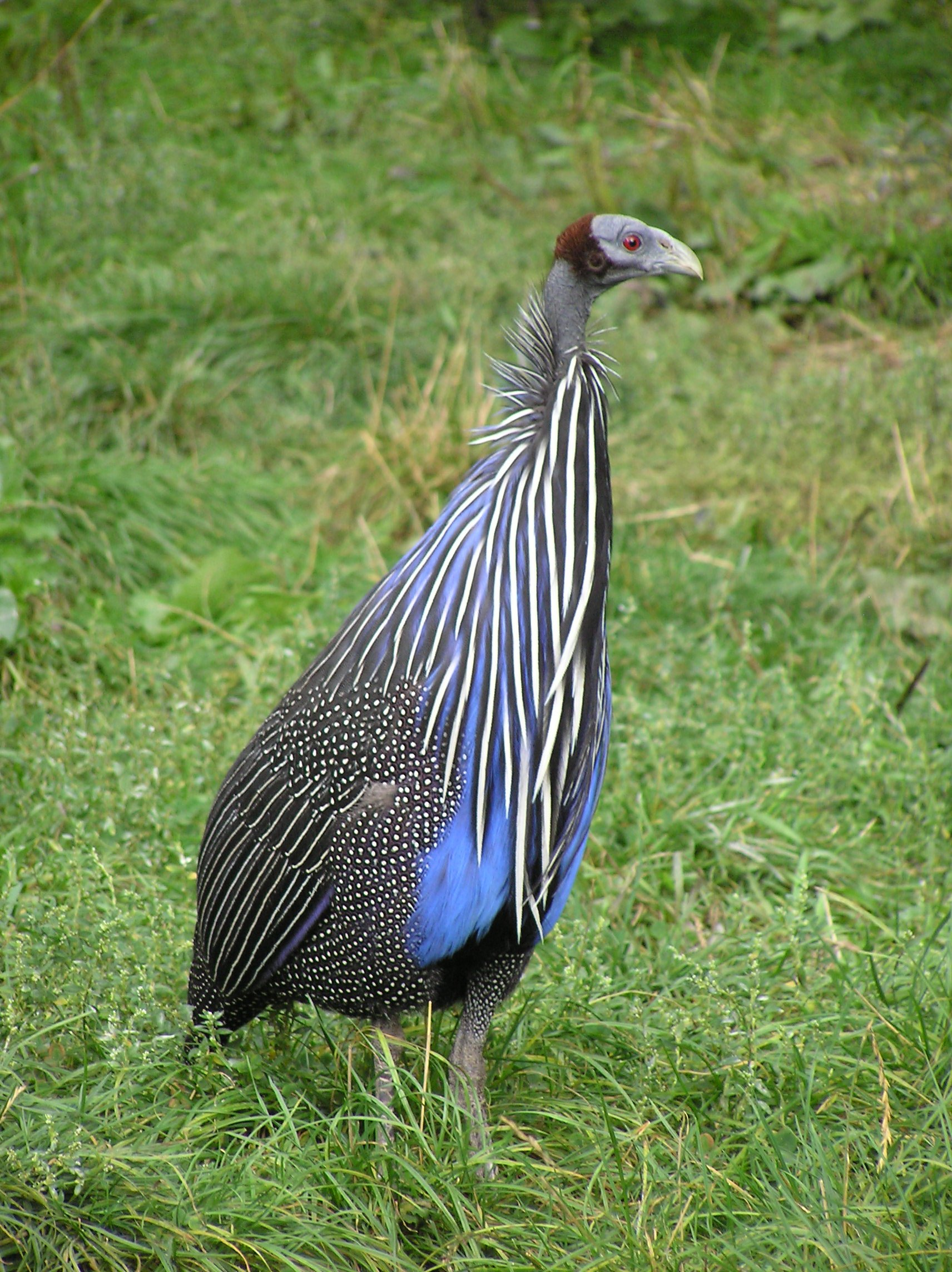